# Berzelia alopecurioides
Berzelia alopecurioides är en tvåhjärtbladig växtart som först beskrevs av Carl Peter Thunberg, och fick sitt nu gällande namn av Otto Wilhelm Sonder. Berzelia alopecurioides ingår i släktet Berzelia och familjen Bruniaceae. Inga underarter finns listade.